# Крылов, Владимир Васильевич (конструктор крылатых ракет)
Владимир Васильевич Крылов (1906 — ?) — советский конструктор корабельных вооружений. Лауреат Ленинской премии.
Работал на заводе «Красное Сормово», в 1938—1945 главный конструктор. Во время войны — конструктор танков.
С 1945 года в ОКБ Челомея (названия: КБ завода № 51, ОКБ-52 МАП).
В 1950—1960-е гг. — начальник отдела № 10.
Ленинская премия 1959 года — за участие в создании комплекса крылатых ракет П-5 для подводных лодок проекта П-613.
Награждён орденами и медалями.